# Szerhij Viktorovics Szkacsenko
Szerhij Viktorovics Szkacsenko (ukránul: Сергій Вікторович Скаченко; Pavlodar, 1972. november 18. –) ukrán válogatott labdarúgó.

## Nemzeti válogatott
A ukrán válogatottban 17 mérkőzést játszott, melyeken 3 gólt szerzett.

## Statisztika
| Ukrán válogatott | Ukrán válogatott | Ukrán válogatott |
| Időszak          | Mérk.            | gól              |
| ---------------- | ---------------- | ---------------- |
| 1994             | 4                | 0                |
| 1995             | 0                | 0                |
| 1996             | 0                | 0                |
| 1997             | 0                | 0                |
| 1998             | 4                | 3                |
| 1999             | 7                | 0                |
| 2000             | 0                | 0                |
| 2001             | 0                | 0                |
| 2002             | 2                | 0                |
| Összesen         | 17               | 3                |